# Лейк-Блафф (Іллінойс)
Лейк-Блафф (англ. Lake Bluff) — селище (англ. village) в США, в окрузі Лейк штату Іллінойс. Населення — 5616 осіб (2020).

## Географія
Лейк-Блафф розташований за координатами 42°16′58″ пн. ш. 87°51′8″ зх. д. / 42.28278° пн. ш. 87.85222° зх. д. (42.282695, -87.852306).  За даними Бюро перепису населення США в 2010 році селище мало площу 10,52 км², з яких 10,50 км² — суходіл та 0,02 км² — водойми.

## Демографія
Згідно з переписом 2010 року, у селищі мешкали 5722 особи в 2055 домогосподарствах у складі 1631 родини. Густота населення становила 544 особи/км².  Було 2178 помешкань (207/км²).
Расовий склад населення:
| - 92,0 % — білих - 5,5 % — азіатів - 0,6 % — чорних або афроамериканців - 0,1 % — корінних американців |

До двох чи більше рас належало 1,3 %. Частка іспаномовних становила 1,9 % від усіх жителів.
За віковим діапазоном населення розподілялося таким чином: 29,3 % — особи молодші 18 років, 56,0 % — особи у віці 18—64 років, 14,7 % — особи у віці 65 років та старші. Медіана віку мешканця становила 44,8 року. На 100 осіб жіночої статі у селищі припадало 92,5 чоловіків;  на 100 жінок у віці від 18 років та старших — 90,4 чоловіків також старших 18 років.
Середній дохід на одне домашнє господарство  становив 200 525 доларів США (медіана — 145 500), а середній дохід на одну сім'ю — 218 828 доларів (медіана — 161 295). Медіана доходів становила 107 348 доларів для чоловіків та 75 038 доларів для жінок. За межею бідності перебувало 4,1 % осіб, у тому числі 5,4 % дітей у віці до 18 років та 1,3 % осіб у віці 65 років та старших.
Цивільне працевлаштоване населення становило 2522 особи. Основні галузі зайнятості: освіта, охорона здоров'я та соціальна допомога — 20,6 %, виробництво — 18,5 %, фінанси, страхування та нерухомість — 17,4 %, науковці, спеціалісти, менеджери — 16,8 %.